# Liste der Monuments historiques in Cierges
Die Liste der Monuments historiques in Cierges führt die Monuments historiques in der französischen Gemeinde Cierges auf.

## Liste der Bauwerke
| Bezeichnung        | Beschreibung                  | Standort | Kennzeichnung | Schutzstatus | Datum | Bild           |
| ------------------ | ----------------------------- | -------- | ------------- | ------------ | ----- | -------------- |
| Kirche Notre-Dame  | Erbaut im 12./13. Jahrhundert | (Lage)   | PA00115601    | Classé       | 1920  | weitere Bilder |
| Dolmen von Caranda | Neolithikum                   | (Lage)   | PA00115600    | Classé       | 1889  | weitere Bilder |